# Yang Lian (halterófila)
Yang Lian (en chino: 杨炼; Xiangtan, 16 de octubre de 1982) es una deportista china que compitió en halterofilia. Ganó una medalla de oro en el Campeonato Mundial de Halterofilia de 2006, en la categoría de 48 kg.

## Palmarés internacional
| Campeonato Mundial | Campeonato Mundial              | Campeonato Mundial | Campeonato Mundial |
| Año                | Lugar                           | Medalla            | Categoría          |
| ------------------ | ------------------------------- | ------------------ | ------------------ |
| 2006               | Santo Domingo (Rep. Dominicana) | Medalla de oro     | 48 kg              |